# Ак-Терек (Ноокатский район)
Ак-Терек (кирг. Ак-Терек) — село в Ноокатском районе Ошской области Кыргызстана. Входит в состав Кенешского айылного аймака.

## География
Село расположено в западной части области, на расстоянии приблизительно 6 километров (по прямой) к востоку от города Ноокат, административного центра района. Абсолютная высота — 1293 метра над уровнем моря.

## Население
Согласно оценочным данным Национального статистического комитета Кыргызской Республики, численность населения села на начало 2023 года составляла 576 человек.
| год     | 2009 | 2014 | 2015 | 2020 | 2021 | 2023 |
| ------- | ---- | ---- | ---- | ---- | ---- | ---- |
| человек | 348  | 427  | 420  | 543  | 549  | 576  |